# Peter Webber (regizor)
Peter Webber (născut în anul 1968) este un regizor, editor, producător și scenarist britanic.

## Filmografie

### Regizor
- 2007 : Hannibal Rising : Originile răului
- 2004 : Six Feet Under
- 2003 : Girl with a Pearl Earring
- 2002 : The Stretford Wives
- 2001 : Men Only
- 1999 : Underground
- 1997 : The Temptation of Franz Schubert
- 1995 : A to Z of Wagner
- 1992 : The Zebra Man

### Editor
- 1996 : Saint-Ex
- 1994 : Football Crazy
- 1992 : The Zebra Man
- 1991 : Rosebud

### Producător
- 1995 : Wagner's Women

### Scenarist
- 1992 : The Zebra Man